# Молодая Франция
«Молодая Франция» (фр. Jeune France) — творческое объединение французских композиторов, существовавшее с 1936-го по 1939 год, в которое входили Оливье Мессиан, Даниель-Лесюр, Андре Жоливе и Ив Бодрие. Объединение это основывалось не столько на единстве творческих устремлений или технических принципов письма, сколько на общности философских, этических и эстетических взглядов на задачи искусства. В основе содружества было соблюдение идейно-эстетической самостоятельности его членов. Так же, как и в случае с другой группой французских композиторов, «Шестёркой», в «Молодой Франции» объединились композиторы разных творческих индивидуальностей, стилей, творческих устремлений и школ, чем и объясняется недолговечность существования этого объединения.

## История создания и деятельность
Инициатива создания творческого объединения композиторов исходила от Ива Бодрие, который предложил Мессиану привлечь к движению, отражающему интересы французской национальной музыкальной школы и направленному против абстрактных и конструктивных форм и средств музыкального искусства, несколько молодых и талантливых композиторов (Мессиан выбрал Жоливе и Лесюра). Название группы композиторов является оммажем творческому союзу «Молодая Франция», так называемых «малых романтиков», название и программу которого предложил Теофиль Готье.
Первый концерт группы состоялся 3 июня 1936 в зале «Гаво» под управлением известного французского дирижёра Роже Дезормьера. В программу концерта входили следующие произведения: «Гимн Святому причастию» и «Забытые приношения» Мессиана, «Прилив из недр» и «Песнь молодости» Бодрие, «Пять ритуальных танцев» Жоливе, Французская сюита и Пять интерлюдий Даниеля-Лесюра.
К концерту в этот же день был опубликован совместный манифест «Молодой Франции», в котором отвергались «академические и революционные клише» (объектами критики в данном случае являлись И. Ф. Стравинский, Ж. Кокто, последователи Э. Сати и Аркейской школы, композиторы «Шестёрки», представители Новой венской школы) и утверждалась необходимость создания духовно насыщенной, живой, гуманистической и свободной музыки, которая могла бы противостоять «нарастающей напряженности, механистичности и обезличенности» современной жизни. Молодые музыканты ставили перед собой задачу «пробуждать в человеке музыку» и «выражать в музыке человека».
Также в манифесте указывалось:
"Молодая Франция", принимая название, выдвинутое когда-то Берлиозом, идёт по пути, по которому сурово шёл в своё время этот мастер. Дружеское объединение четырёх молодых французских композиторов — Оливье Мессиана, Даниеля-Лесюра, Андре Жоливе и Ива Бодрие — "Молодая Франция" намерено распространять сочинения молодых, столь же свободных от революционных шаблонов, сколь и от шаблонов академических. <…> Тенденции, которые выражает наша группа, различны, их объединяет лишь стремление к искренности, великодушию и добросовестной критике. Наша цель создавать и способствовать созданию живой музыки... Она будет также помогать здоровой французской школе, прозябающей из-за безразличия или скупости официальных кругов. Группа будет продолжать дело своих великих предшественников, которые сделали французскую музыку нынешнего столетия одним из самых драгоценных достояний цивилизации.
Таким образом эстетика и интересы группы были направлены на пропагандирование произведений молодых композиторов и на преодоление нигилистического отношения к романтической поэтике. По мнению музыковеда Клода Самюэля «стремления группы „Молодая Франция“ были более точными, чем идеи содержащиеся в Манифесте. На самом деле „Молодая Франция“ действовала против тенденций мюзик-холла в творчестве старших современников, против модного в 30-е годы неоклассицизма Стравинского».
Согласно манифесту, группа систематически проводила концерты — показы творчества её членов. В 1937 году общество участвует в празднествах парижской Всемирной выставки, его известность постепенно выходит за пределы Франции.
Содружество «Молодая Франция» было недолговечным. Очень скоро между его участниками возникли идейно-творческие расхождения, о которых французский музыковед Клод Ростан, автор книги «Современная французская музыка», писал так:
Эти четыре музыканта, можно сказать, воплотили основные аспекты и основные решения проблем, которые ставит нынешнее развитие музыки: с одной стороны — те, кто верит, что главной и первоочередной задачей является обновление выразительных средств (Мессиан — Жоливе), с другой стороны, — те, кто полагал что поиски в области музыкального языка не должны быть на первом плане, ибо именно они создают пропасть, существующую на протяжении последних лет между публикой и творцами (Лесюр—Бодрие).
Группа распалась с началом Второй мировой войны (осень 1939), не сумев восстановить прежние связи и окончательно перестав существовать уже после освобождения Франции, несмотря на проведение нескольких концертов. Однако нельзя отрицать, что существовали общие эстетические принципы, которые первоначально и привели к созданию этого, как указано в их манифесте, «дружеского объединения». Так, уже после окончания войны Жоливе, который и после распада группы поддерживал отношения с Мессианом, писал: «Если „Молодая Франция“ в действительности умерла, идеи группы живут в нас. В 1936 году у нас было желание действовать против иссушающей эстетики. Время это подтвердило».